# Resultados do Carnaval de Manaus
Resultados do Carnaval de Manaus entre 1971 (início do Moderno Carnaval de Manaus) e 2008.

## 1971
| Colocação | Escola          | Pontos | Ref.  |
| --------- | --------------- | ------ | ----- |
| 1º        | Unidos da Selva |        | [ 1 ] |

## 1972
| Colocação | Escola                 | Pontos | Ref.  |
| --------- | ---------------------- | ------ | ----- |
| 1º        | Unidos da Cachoeirinha |        | [ 1 ] |
| 1º        | Unidos da Selva        |        | [ 1 ] |

## 1973

### Escolas de Samba
| Colocação | Escola          | Pontos | Ref.  |
| --------- | --------------- | ------ | ----- |
| 1º        | Unidos da Selva |        | [ 1 ] |

- Também desfilaram as escolas: Alto da Colina, Líderes da Cachoeirinha e Unidos do Boulevard.[1]

### Batucadas
| Colocação | Batucada                | Pontos | Ref.  |
| --------- | ----------------------- | ------ | ----- |
| 1°        | Acadêmicos do Rio Negro |        | [ 1 ] |

### Blocos
| Colocação | Bloco                 | Pontos | Ref.  |
| --------- | --------------------- | ------ | ----- |
| 1°        | Cabana do Preto Velho |        | [ 1 ] |

## 1974
| Colocação | Escola                  | Pontos | Ref.  |
| --------- | ----------------------- | ------ | ----- |
| 1º        | Unidos da Selva         |        | [ 1 ] |
| 2º        | Unidos de São Francisco |        | [ 1 ] |

## 1975

### Escolas de Samba
| Colocação | Escola                        | Pontos | Ref.  |
| --------- | ----------------------------- | ------ | ----- |
| 1º        | Unidos de São Francisco       |        | [ 2 ] |
| 2º        | Unidos da Praça 14 de Janeiro |        | [ 2 ] |
| 3º        | Unidos da Selva               |        | [ 2 ] |

### Batucadas
| Colocação | Batucada            | Pontos | Ref.  |
| --------- | ------------------- | ------ | ----- |
| 1°        | Unidos do Rio Negro |        | [ 2 ] |
| 2°        | Baré                |        | [ 2 ] |

### Blocos
| Colocação | Bloco                 | Pontos | Ref.  |
| --------- | --------------------- | ------ | ----- |
| 1°        | Cabana do Preto Velho |        | [ 2 ] |

## 1976

### Escolas de Samba
| Colocação | Escola                  | Pontos | Ref.  |
| --------- | ----------------------- | ------ | ----- |
| 1º        | Unidos da Selva         | 195    | [ 3 ] |
| 2º        | Vitória Régia           | 172    | [ 3 ] |
| 3º        | Amazonas                | 127    | [ 3 ] |
| 4º        | Unidos de São Francisco | 119    | [ 3 ] |
| 5º        | Unidos de São Jorge     | 107    | [ 3 ] |
| 6º        | Unidos da Compensa      | 56     | [ 3 ] |

### Batucadas
| Colocação | Batucada                | Pontos | Ref.  |
| --------- | ----------------------- | ------ | ----- |
| 1°        | Acadêmicos do Rio Negro | 171    | [ 3 ] |
| 2°        | Samurai                 | 99     | [ 3 ] |
| 3°        | Nacionalinos na Folia   | 96     | [ 3 ] |
| 4°        | Estrela                 | 92     | [ 3 ] |

### Blocos
| Colocação | Bloco                 | Pontos | Ref.  |
| --------- | --------------------- | ------ | ----- |
| 1°        | Andanças de Ciganos   | 156    | [ 3 ] |
| 2°        | Em Cima da Hora       | 131    | [ 3 ] |
| 3°        | Cassino Tex           | 99     | [ 3 ] |
| 4°        | Cabana do Preto Velho | 84     | [ 3 ] |
| 5°        | Unidos de Educandos   | 51     | [ 3 ] |
| 6°        | Os Marcianos          | 45     | [ 3 ] |

## 1977

### Escolas de Samba
| Colocação | Escola          | Pontos | Ref.  |
| --------- | --------------- | ------ | ----- |
| 1º        | Vitória Régia   |        | [ 4 ] |
| 2º        | Em Cima da Hora |        | [ 4 ] |

- Também desfilaram as escolas:  Amazonas, Batucada do Morro, Recreativo do São Jorge e Unidos da Compensa.[4]

### Batucadas
| Colocação | Batucada                | Pontos | Ref.  |
| --------- | ----------------------- | ------ | ----- |
| 1º        | Acadêmicos do Rio Negro |        | [ 4 ] |

- Também desfilaram as batucadas: Baré e Samurai.[4]

### Blocos
| Colocação | Bloco               | Pontos | Ref.  |
| --------- | ------------------- | ------ | ----- |
| 1º        | Andanças de Ciganos |        | [ 4 ] |

- Também desfilaram os blocos: Os Cartolas do Negão, Beduínos do Deserto, Do Látex, Sesaulinos no Carnaval, Foliões da Alegria, Das Almas, Embalos, Taboca, Os Corsários, Riquezas do Amazonas, Unidos de Educandos, Carequinha, As Bambas do Brandão, Diferentes na Folia, Tufão na Folia, Kung-fú e Unidos do Cophasa.[4]

## 1978

### Escolas de Samba
| Colocação | Escola          | Pontos | Ref.  |
| --------- | --------------- | ------ | ----- |
| 1º        | Vitória Régia   |        | [ 5 ] |
| 2º        | Em Cima da Hora |        | [ 5 ] |

- Também desfilaram as escolas: Império Amazônico e Unidos de São Jorge.[5]

### Batucadas
| Colocação | Batucada                | Pontos | Ref.  |
| --------- | ----------------------- | ------ | ----- |
| 1º        | Acadêmicos do Rio Negro |        | [ 5 ] |

- Também desfilaram as batucadas: Balaku Blaku, Baré, Batucada da Comendador, Batucada do Sírio Libanês, Casa da Bateria e Samurai.[5]

### Blocos
| Colocação | Bloco               | Pontos | Ref.  |
| --------- | ------------------- | ------ | ----- |
| 1º        | Andanças de Ciganos |        | [ 5 ] |
| 2º        | Belezas Naturais    |        | [ 5 ] |

- Também desfilaram os blocos: Estrela da Compensa, Quem São Eles?, Independentes do Racing, As Meigas Patrícias, Tropical, Discolândia na Folia, O Santo da Panela, Fantasma do Arco-Íris, Árabes a 40 graus, Taboca, Embalos, Recife na Folia, Unidos de Educandos, Bonecas, Naine Show na Folia, Os Diferentes na Folia, Solesianos na Folia, O morro falando alto, Bermudões, Morro de fome mas não trabalho, Asesmo, Biscoitos na Folia, Beduínos do Deserto, Cabana do Preto Velho, Trapalhões, Tatu, Não se tem mais filho como antigamente, Pierrot Exótico, Arco da Velha, Clube do Cisne, Magnatas do Petróleo, Unidos do Parque 10, Reis do Petróleo, Mocidade Clube, As Fantásticas, Havaí, Kan-Kan do Beasa, Os Imprensados, Os Pipocas, Árabes na Folia, Portugal sem Passaporte, Unidos do Abílio Nery, Cala-te Boca e Poderei.[5]

### Cordões
| Colocação | Cordão                | Pontos         | Ref.  |
| --------- | --------------------- | -------------- | ----- |
| 1º        | Cordão das Lavadeiras | Hours Concours | [ 5 ] |

## 1979

### Escolas de Samba
| Colocação | Escola              | Pontos | Ref.  |
| --------- | ------------------- | ------ | ----- |
| 1º        | Em Cima da Hora     |        | [ 6 ] |
| 1º        | Vitória Régia       |        | [ 6 ] |
| 2º        | Unidos de São Jorge |        | [ 6 ] |

### Batucadas
| Colocação | Batucada                | Pontos | Ref.  |
| --------- | ----------------------- | ------ | ----- |
| 1º        | Balaku Blaku            |        | [ 6 ] |
| 2º        | Acadêmicos do Rio Negro |        | [ 6 ] |
| 3º        | Samurai                 |        | [ 6 ] |

- Também desfilou a batucada Sírio.[6]

### Blocos
| Colocação | Bloco               | Pontos | Ref.  |
| --------- | ------------------- | ------ | ----- |
| 1º        | Andanças de Ciganos |        | [ 6 ] |
| 2º        | Unidos do Cophasa   |        | [ 6 ] |

- Também desfilaram os blocos: Dos Piratas, Brahma na Folia, Os Originais do Cristal, Mamãe Não Deixa, Ron Cassino, Sapucaias na Folia, Dancyn Days, Sensação Modas, Caiçara na Folia, Morro de fome mas não trabalho, Taboca, Vale Tudo, Acadêmicos Vira-Copos, Os Astros da TV, Uirapuru, Philco no Carnaval, Bloco do Fiado, Belezas Naturais, Aritana, O Mundo Colorido dos Astecas, Quem São Eles?, Os Farroupilhas, Os Brotinhos da Glória, Folia na Amazônia, Jacu, Casino Tex, As Egoístas, Os Esquentados da Cachoeirinha, As Crianças do Ano 2000, Os Piratas do BEASA, Mocidade Clube, Os Beduínos, Os Pipocas, BETA S/A, Morro falando alto, Fast no Carnaval, Bloco do Sujo, Unidos da Comendador, Toca do Tatu, Dos Vira-Copos, Poluição Sonora, A Volta das Solteironas, Embalo's, Os Químicos na Folia, Unidos do Canto das Coroas, Bloco da Segunda Via, O Ano Um das Criança e Bloco do Beco.[6]

### Cordões
| Colocação | Cordão                | Pontos         | Ref.  |
| --------- | --------------------- | -------------- | ----- |
| 1º        | Cordão das Lavadeiras | Hours Concours | [ 6 ] |

## 1980

### Escolas de Samba
| Colocação | Escola          | Pontos | Ref.  |
| --------- | --------------- | ------ | ----- |
| 1º        | Vitória Régia   |        | [ 7 ] |
| 2º        | Em Cima da Hora |        | [ 7 ] |

- Também desfilaram as escolas Maués e Unidos de São Jorge.[7]

### Batucadas
| Colocação | Batucada                | Pontos | Ref.  |
| --------- | ----------------------- | ------ | ----- |
| 1º        | Acadêmicos do Rio Negro |        | [ 7 ] |

- Também desfilaram as batucadas: Acadêmicos do ABC, Balaku Blaku, Baré, Esquadrão do Morro, Não deixe o samba morrer, Pássaro do Japiim e Samurai.[7]

### Blocos
| Colocação | Bloco               | Pontos | Ref.  |
| --------- | ------------------- | ------ | ----- |
| 1º        | Andanças de Ciganos |        | [ 7 ] |

- Também desfilaram os blocos: Bloco dos Piratas, Ayatolah, Bloco da Folia, Morro pede passagem, Uirapuru, Taboca, Bloco da Liberdade, Lira de Prata, Caxangá na Folia, Bloco das Coroas, Mocidade Dependente do Beco Ipixuna, Árabes na Folia, Balancê Balancê, Galo Gay, Mocidade Clube, Sambaderna, Cheik Club, Bloco das Virgens, G.B.C., Mamãe não deixa, Morro de fome mas não trabalho, Can-Can do BEASA, Ponteiros na Folia, Coisinha do Pai, Moto na Onda, Sem Compromisso, além do Cordão das Lavadeiras.[7]

## 1981

### Escolas de Samba
| Colocação | Escola          | Pontos | Ref.  |
| --------- | --------------- | ------ | ----- |
| 1º        | Aparecida       | 104    | [ 8 ] |
| 1º        | Em Cima da Hora | 104    | [ 8 ] |
| 2º        | Vitória Régia   | 102    | [ 8 ] |
| 3º        | Unidos da Raiz  |        | [ 8 ] |
| 4º        | Uirapuru        |        | [ 8 ] |

### Batucadas
| Colocação | Batucada          | Pontos | Ref.  |
| --------- | ----------------- | ------ | ----- |
| 1º        | Balaku Blaku      |        | [ 8 ] |
| 2º        | Baré              |        | [ 8 ] |
|           | Nacional na Folia |        | [ 8 ] |

A Acadêmicos do Rio Negro foi desclassificada por apresentar um samba da Portela, "Das maravilhas do Mar fez-se o esplendor de uma noite". Também  desfilou a batucada Nacional na Folia.

### Blocos - 1º Grupo
| Colocação | Bloco               | Pontos | Ref.  |
| --------- | ------------------- | ------ | ----- |
| 1º        | Sem Compromisso     | 98     | [ 8 ] |
| 2º        | Andanças de Ciganos | 83     | [ 8 ] |

### Blocos - 2º Grupo
| Colocação | Bloco              | Pontos | Ref.  |
| --------- | ------------------ | ------ | ----- |
| 1º        | Sonora na Folia    |        | [ 8 ] |
| 2º        | Bloco das Amazonas |        | [ 8 ] |

### Blocos - 3º Grupo
| Colocação | Bloco                   | Pontos | Ref.  |
| --------- | ----------------------- | ------ | ----- |
| 1º        | Jovens Livres na Folia  |        | [ 8 ] |
| 1º        | Portugal Sem Passaporte |        | [ 8 ] |

- Também desfilaram os blocos: Caxangá na Folia, Unidos da Cophasa, Moto na Onda, Belezas Naturais, Lenda Amazônica, Vai Quem Quer, Reféns do Irã, Morro Pede Passagem, Mocidade Clube, Bloco do Sujo, G.R.B.C., Galo Gay, Mamãe não Deixa, Cabana do Pai João, Mocidade Dependente do Beco Ipixuna, Dominó na Folia, Bloco Santo Antônio, Morro de Fome mas não trabalho, Olha nós aí!, Os formosos, O boi e o burro a caminho do carnaval, Embalo's, Acadêmicos do ABC, Unidos da Praça 14, Tropical na Folia, Bloco do Guru, Bloco do Abacaxi, Quem São Eles, Bloco da Taboca e Os Pescadores.[8]

## 1982

### Escolas de Samba
| Colocação | Escola          | Pontos | Ref.  |
| --------- | --------------- | ------ | ----- |
| 1º        | Aparecida       | 203    | [ 9 ] |
| 2º        | Vitória Régia   | 200    | [ 9 ] |
| 3º        | Em Cima da Hora | 198    | [ 9 ] |

### Batucadas
| Colocação | Batucada                | Pontos | Ref.  |
| --------- | ----------------------- | ------ | ----- |
| 1º        | Acadêmicos do Rio Negro | 76     | [ 9 ] |
| 2º        | Balaku Blaku            | 74     | [ 9 ] |

### Blocos - 1º Grupo
| Colocação | Bloco               | Pontos | Ref.  |
| --------- | ------------------- | ------ | ----- |
| 1º        | Sem Compromisso     | 98     | [ 9 ] |
| 2º        | Andanças de Ciganos | 90     | [ 9 ] |

### Blocos - 2º Grupo
| Colocação | Bloco                               | Pontos | Ref.  |
| --------- | ----------------------------------- | ------ | ----- |
| 1º        | Moto na Onda                        | 76     | [ 9 ] |
| 2º        | Mocidade Dependente do Beco Ipixuna |        | [ 9 ] |

### Blocos - 3° Grupo
| Colocação | Bloco                 | Pontos | Ref.  |
| --------- | --------------------- | ------ | ----- |
| 1º        | Cabana do Preto Velho |        | [ 9 ] |
| 2º        | Os Seringueiros       |        | [ 9 ] |

## 1983

### Escolas de Samba
| Colocação | Escola          | Pontos | Ref.   |
| --------- | --------------- | ------ | ------ |
| 1º        | Aparecida       | 168    | [ 10 ] |
| 2º        | Vitória Régia   | 166    | [ 10 ] |
| 3º        | Sem Compromisso | 145    | [ 10 ] |

- Também desfilaram as escolas: Acadêmicos do Rio Negro, Barelândia, Em Cima da Hora e Unidos de São Jorge. [10]

### Blocos - Categoria A
| Colocação | Bloco                  | Pontos | Ref.   |
| --------- | ---------------------- | ------ | ------ |
| 1º        | Mocidade de Ipixuna    |        | [ 10 ] |
| 1º        | Acadêmicos do Distrito |        | [ 10 ] |
| 1º        | Reino Unido            |        | [ 10 ] |
| 1º        | Bloco da Onça          |        | [ 10 ] |

- Também desfilaram nesta categoria os blocos: Bloco da Imprensa, Mocidade Independente do Amazonas, Balaku Blaku, Império das Laranjeiras, Belezas Naturais, Andanças de Ciganos, Encontro das Águas, Cordão das Lavadeiras, Morro de fome mas não trabalho, Protegidos da Princesa, Os Pescadores do Rio Negro, Foliões da Getúlio e Mocidade Independente de Ipixuna.[10]

### Blocos - Categoria B
| Colocação | Bloco                    | Pontos | Ref.   |
| --------- | ------------------------ | ------ | ------ |
| 1º        | Acadêmicos de Petrópolis |        | [ 10 ] |
| 1º        | Unidos do Cophasa        |        | [ 10 ] |

- Também desfilaram nesta categoria os blocos: Carnavalescos de Santa Luzia, Os Assumidos, Guia Branca, Jovens Livres na Folia, Os Piratas na Folia, Cabana do Pai João, O boi e o burro a caminho do carnaval e Império da Cidade Nova.[10]

### Blocos - Categoria C
| Colocação | Bloco                   | Pontos | Ref.   |
| --------- | ----------------------- | ------ | ------ |
| 1º        | Acadêmicos de Educandos | 47     | [ 10 ] |
| 1º        | Bloco do Parque         | 47     | [ 10 ] |

- Também desfilaram nesta categoria os blocos: O que que a baiana tem, Império de São Jorge, Mocidade Independente do Alvorada, Bloco das Laranjeiras, As Amazonas na Folia, Olha nós aí!, Rabo Fino na Folia, Seca Boteco, Os Invocados, Os Seringueiros, e Os Coroas da Cândido Mariano.[10]

## 1984
Não houve julgamento. Todas as escolas de samba do 1º Grupo que desfilaram (Andanças de Ciganos, Aparecida, Barelândia e Vitória Régia) foram consagradas campeãs.
Escolas de Samba do 2º Grupo: Unidos da Getúlio Vargas, Mocidade Dependente do Beco Ipixuna, Império da Cidade Nova, Belezas Naturais e Acadêmicos de Petrópolis.
Blocos que desfilaram neste ano: Mocidade do Amazonas, Catedráticos do Samba, Protegidos da Princesa, Unidos do Cophasa, Acadêmicos do Educandos, Os Seringueiros, Encontro das Águas, Hawaí na Folia, Cordão nas Lavadeiras, Morro de fome mas não trabalho e Bloco do Vinho (todos estes do 1º Grupo); Bloco do Parque, Mocidade Independente do Ajuricaba, boi e o burro a caminho do Carnaval, Mocidade Independente do Alvorada, Água Branca, Bloco dos Piratas, Os Pescadores do Rio Negro, Bloco da Onça, Bloco do Bairro de São Francisco, Unidos da Baixada da Cidade Nova, Cordão O que que a baiana tem e Cabana do Pai João (todos estes do 2º Grupo).

## 1985

### Escolas de Samba - 1° Grupo
| Colocação | Escola              | Pontos | Ref.   |
| --------- | ------------------- | ------ | ------ |
| 1º        | Aparecida           | 63     | [ 11 ] |
| 2º        | Andanças de Ciganos | 60     | [ 11 ] |
| 3º        | Vitória Régia       | 55     | [ 11 ] |
| 4º        | Sem Compromisso     | 54     | [ 11 ] |
| 5º        | Barelândia          | 48     | [ 11 ] |

### Escolas de Samba - 2° Grupo
| Colocação | Escola                              | Pontos | Ref.   |
| --------- | ----------------------------------- | ------ | ------ |
| 1º        | Mocidade Dependente do Beco Ipixuna |        | [ 11 ] |
| 2º        | Belezas Naturais                    | 49     | [ 11 ] |
| 2º        | Império da Cidade Nova              | 49     | [ 11 ] |

- Também desfilaram os blocos: Acadêmicos de Petrópolis e Getúlio Vargas.[11]

### Blocos - 1º Grupo
| Colocação | Bloco       | Pontos | Ref.   |
| --------- | ----------- | ------ | ------ |
| 1°        | Reino Unido |        | [ 11 ] |

- Demais blocos que participaram: Mocidade do Amazonas, Bloco do Parque, Jovens Livres na Folia, Hawaí na Folia, Balaku Blaku, Unidos do Cophasa, Bloco do Vinho, Morro de fome mas não trabalho, Acadêmicos de Educandos, Bloco dos Piratas, Mocidade Independente do Alvorada, Unidos da Baixada e Bloco Seka Buteko.[11]

### Blocos - 2º Grupo
| Colocação | Bloco                                 | Pontos | Ref.   |
| --------- | ------------------------------------- | ------ | ------ |
| 1°        | Os Seringueiros                       |        | [ 11 ] |
| 2°        | Os Pescadores                         | 35     | [ 11 ] |
| 2°        | O Boi e o Burro a caminho do carnaval | 35     | [ 11 ] |
| 3°        | Bloco da Onça                         |        | [ 11 ] |

- Demais blocos que participaram: As Amazonas na Folia, O que que a baiana tem, Cabana do Pai João, e Água Branca.[11]

## 1986

### Escolas de Samba - 1° Grupo
| Colocação | Escola              | Pontos | Ref.   |
| --------- | ------------------- | ------ | ------ |
| 1º        | Sem Compromisso     | 109    | [ 12 ] |
| 2º        | Vitória Régia       | 107    | [ 12 ] |
| 3º        | Aparecida           | 104    | [ 12 ] |
| 4º        | Andanças de Ciganos | 89     | [ 12 ] |
| 5º        | Ipixuna             | 83     | [ 12 ] |
| 6º        | Barelândia          | 71     | [ 12 ] |

### Escolas de Samba - 2° Grupo
| Colocação | Escola                   | Pontos | Ref.   |
| --------- | ------------------------ | ------ | ------ |
| 1º        | Reino Unido              | 99     | [ 12 ] |
| 2º        | Guerreiros do Vinho      | 93     | [ 12 ] |
| 3º        | Unidos da Getúlio Vargas | 87     | [ 12 ] |

- Demais escolas que desfilaram: Acadêmicos de Petrópolis, Belezas Naturais e Império da Cidade Nova.[12]

### Blocos - 1° Grupo
| Colocação | Bloco                  | Pontos | Ref.   |
| --------- | ---------------------- | ------ | ------ |
| 1º        | Balaku Blaku           | 75     | [ 12 ] |
| 2º        | Mocidade da Vila Mamão | 71     | [ 12 ] |
| 3º        | Jovens Livres da Folia | 61     | [ 12 ] |

- Demais blocos que desfilaram: Os seringueiros, Unidos da Cophasa, Protegidos da Princesa, Bloco do Parque, Havaí na Folia e União do Alto da Colina.[12]

### Blocos - 2° Grupo
| Colocação | Bloco                           | Pontos | Ref.   |
| --------- | ------------------------------- | ------ | ------ |
| 1º        | Arrastão Assuano                | 74     | [ 12 ] |
| 2º        | Meninos Levados                 | 60     | [ 12 ] |
| 3º        | Reino Encantado da Cachoeirinha | 54     | [ 12 ] |

- Demais blocos que desfilaram: Mocidade Independente do Alvorada, Encontro da Águas, Afoxé Filhos de Ghandi, Pescadores do Rio Negro, O Boi e o Burro a caminho do Carnaval, e O que a baiana tem.[12]

## 1987

### Escolas de Samba - 1º Grupo
| Colocação | Escola              | Pontos | Ref.   |
| --------- | ------------------- | ------ | ------ |
| 1º        | Aparecida           | 111    | [ 13 ] |
| 2º        | Andanças de Ciganos | 108    | [ 13 ] |
| 3º        | Sem Compromisso     | 105    | [ 13 ] |
| 4º        | Reino Unido         | 104    | [ 13 ] |
| 5º        | Vitória Régia       | 103    | [ 13 ] |
| 6º        | Ipixuna             | 81     | [ 13 ] |

### Escolas de Samba - 2º Grupo
| Colocação | Escola                   | Pontos | Ref.   |
| --------- | ------------------------ | ------ | ------ |
| 1º        | Guerreiros do Vinho      | 107    | [ 13 ] |
| 2º        | Acadêmicos de Petrópolis | 90     | [ 13 ] |
| 3º        | Unidos da Getúlio Vargas | 80     | [ 13 ] |

### Blocos - 1º Grupo
| Colocação | Bloco                  | Pontos | Ref.   |
| --------- | ---------------------- | ------ | ------ |
| 1º        | Balaku Blaku           | 83     | [ 13 ] |
| 2º        | Mocidade de Vila Mamão | 77     | [ 13 ] |
| 3º        | Jovens Livres da Folia | 67     | [ 13 ] |
| 3º        | Unidos do Cophasa      | 67     | [ 13 ] |

- Também desfilaram os blocos: Bloco do Hawaí, Bloco do Parque, Arrastão Assuano e Belezas Naturais.[13]

### Blocos - 2º Grupo
| Colocação | Bloco                | Pontos | Ref.   |
| --------- | -------------------- | ------ | ------ |
| 1º        | Império do Dom Pedro | 71     | [ 13 ] |
| 2º        | Meninos Levados      | 70     | [ 13 ] |
| 3º        | A Grande Família     | 60     | [ 13 ] |

- Também desfilaram os blocos: Mocidade Independente de Petrópolis, União do Alto da Colina, Reino Encantado da Cachoeirinha, Os Seringueiros e Protegidos da Princesa.[13]

## 1988

### Escolas de Samba - 1º Grupo
| Colocação | Escola              | Pontos | Ref.   |
| --------- | ------------------- | ------ | ------ |
| 1º        | Aparecida           |        | [ 14 ] |
| 2º        | Reino Unido         |        | [ 14 ] |
| 3º        | Sem Compromisso     |        | [ 14 ] |
| 4º        | Andanças de Ciganos |        | [ 14 ] |
| 5º        | Vitória Régia       |        | [ 14 ] |
| 6º        | Mocidade de Ipixuna |        | [ 14 ] |

### Escolas de Samba - 2º Grupo
| Colocação | Escola              | Pontos | Ref.   |
| --------- | ------------------- | ------ | ------ |
| 1º        | Guerreiros do Vinho |        | [ 15 ] |

### Blocos - 1º Grupo
| Colocação | Bloco             | Pontos | Ref.   |
| --------- | ----------------- | ------ | ------ |
| 1º        | Jovens Livres     | 74     | [ 14 ] |
| 1º        | Unidos do Cophasa | 74     | [ 14 ] |

- Também desfilaram os blocos: Unidos de Santo Antônio, Bloco do Parque, Protegidos da Princesa, Bloco do Hawaí e Império do Dom Pedro.[14]

### Blocos - 2º Grupo
| Colocação | Bloco                       | Pontos | Ref.   |
| --------- | --------------------------- | ------ | ------ |
| 1º        | Catedral do Samba Jaqueirão |        | [ 14 ] |

- Também desfilaram os blocos: Unidos da Praça 14, Raiz na Folia, União do Alto da Colina, A Grande Família, Mocidade Independente de Petrópolis, Meninos Levados e Novo Amanhecer.[14]

### Blocos Novos
| Colocação | Bloco                                      | Pontos | Ref.   |
| --------- | ------------------------------------------ | ------ | ------ |
| 1º        | Mocidade Independente de Presidente Vargas |        | [ 16 ] |

## 1989

### Escolas de Samba - 1º Grupo
| Colocação | Escola              | Pontos | Ref.   |
| --------- | ------------------- | ------ | ------ |
| 1º        | Reino Unido         |        | [ 16 ] |
| 2º        | Vitória Régia       |        | [ 16 ] |
| 3º        | Mocidade de Ipixuna |        | [ 16 ] |

- Também desfilaram as escolas Guerreiros do Vinho, Barelândia, Andanças de Ciganos e Sem Compromisso. A Mocidade Independente de Aparecida desfilou sem concorrer com as demais agremiações.[16]

### Escolas de Samba - 2º Grupo
| Colocação | Escola       | Pontos | Ref.   |
| --------- | ------------ | ------ | ------ |
| 1º        | Balaku Blaku |        | [ 15 ] |

### Blocos - 1º Grupo
| Colocação | Bloco         | Pontos | Ref.   |
| --------- | ------------- | ------ | ------ |
| 1º        | Jovens Livres |        | [ 15 ] |

- Também desfilaram os blocos: Unidos do Cophasa, Bloco do Parque, Império do Hawaí, Catedral do Samba Jaqueirão, Arrastão Assuano e Vila Mamão.[16]

### Blocos - 2º Grupo
| Colocação | Bloco                    | Pontos | Ref.   |
| --------- | ------------------------ | ------ | ------ |
| 1º        | Acadêmicos de Petrópolis |        | [ 15 ] |

- Também desfilaram os blocos: Mocidade de Presidente Vargas, Protegidos da Princesa, Mocidade Unida de São Francisco, O Boi e o burro a caminho do carnaval, A Grande Família, Meninos Levados, União do Alto da Colina e Mocidade Independente de Petrópolis.[16]

## 1990

### Escolas de Samba - 1º Grupo
| Colocação | Escola                              | Pontos | Ref.   |
| --------- | ----------------------------------- | ------ | ------ |
| 1º        | Reino Unido                         | 100    | [ 17 ] |
| 1º        | Vitória Régia                       | 100    | [ 17 ] |
| 2º        | Aparecida                           | 97     | [ 17 ] |
| 3º        | Andanças de Ciganos                 | 95     | [ 17 ] |
| 4º        | Sem Compromisso                     | 93     | [ 17 ] |
| 5º        | Mocidade Dependente do Beco Ipixuna | 91     | [ 17 ] |
| 6º        | Guerreiros do Vinho                 | 85     | [ 17 ] |
| 7º        | Barelândia                          | 84     | [ 17 ] |

### Escolas de Samba - 2º Grupo
| Colocação | Escola       | Pontos | Ref.   |
| --------- | ------------ | ------ | ------ |
| 1º        | Balaku Blaku |        | [ 15 ] |

### Blocos - 1º Grupo
| Colocação | Bloco                            | Pontos | Ref.   |
| --------- | -------------------------------- | ------ | ------ |
| 1º        | Jovens Livres                    |        | [ 17 ] |
| 2º        | Mocidade Independente do Coroado |        | [ 17 ] |

### Blocos - 2º Grupo
| Colocação | Bloco                               | Pontos | Ref.   |
| --------- | ----------------------------------- | ------ | ------ |
| 1º        | Mocidade Independente de Petrópolis |        | [ 15 ] |

## 1991
Não houve desfile.

## 1992
| Colocação | Escola          | Enredo              | Pontos | Ref.   |
| --------- | --------------- | ------------------- | ------ | ------ |
| 1º        | Aparecida       | Recriando a criação |        | [ 19 ] |
| 2º        | Vitória Régia   | A viagem do Rei     |        | [ 19 ] |
| 3º        | Reino Unido     | A Festa Continua    |        | [ 19 ] |
| 3º        | Sem Compromisso | Patriamata          |        | [ 19 ] |

## 1993
| Colocação | Escola          | Enredo                                   | Pontos | Ref.   |
| --------- | --------------- | ---------------------------------------- | ------ | ------ |
| 1º        | Aparecida       | Nakokendê, Namabelê, Nazulipamda, Nzambê | 99     | [ 20 ] |
| 2º        | Reino Unido     | Doce Vida                                | 94     | [ 20 ] |
| 2º        | Vitória Régia   | De bumbum virado pra lua                 | 94     | [ 20 ] |
| 3º        | Sem Compromisso | Hoje tem Guarani                         | 91,5   | [ 20 ] |
| 4º        | Balaku Blaku    | Inca: Império do Sol                     | 87     | [ 20 ] |
| 5º        | Primos da Ilha  | Cinco décadas de amor ao Carnaval        | 69,5   | [ 20 ] |

## 1994
| Colocação | Escola          | Enredo                                              | Pontos | Ref.   |
| --------- | --------------- | --------------------------------------------------- | ------ | ------ |
| 1º        | Aparecida       | Parque de Anjos: Faz de conta que assim será        | 197    | [ 21 ] |
| 2º        | Vitória Régia   | Dos tambores de mestre Antão ao ecoar de uma nação  | 196,5  | [ 21 ] |
| 3º        | Sem Compromisso | Tempos de Guerra, Sonhos de Paz                     | 193    | [ 21 ] |
| 4º        | Reino Unido     | A Saga do Sonho Perdido Contra os Guardiões do Medo | 191    | [ 21 ] |
| 5º        | Balaku Blaku    | No Mundo das Nuvens: Venha Voar Comigo              | 189,5  | [ 21 ] |
| 6º        | Primos da Ilha  | Brasil: Cem anos de Futebol                         | 160    | [ 21 ] |

## 1995
| Colocação | Escola           | Enredo                                                  | Pontos | Ref.   |
| --------- | ---------------- | ------------------------------------------------------- | ------ | ------ |
| 1º        | Reino Unido      | Floresta, Festa e Festança                              |        | [ 22 ] |
| 2º        | Balaku Blaku     | O Canto das Três Raças                                  |        | [ 22 ] |
| 3º        | Vitória Régia    | Hoje Quem Bota a Banca sou Eu                           |        | [ 22 ] |
| 4º        | Sem Compromisso  | A Explosão que veio da Ilha                             |        | [ 22 ] |
| 5º        | A Grande Família | Navegando Num Mundo de Águas Doces                      |        | [ 22 ] |
| 6º        | Aparecida        | Com a cara e a coragem, viajando numa gaiola            |        | [ 22 ] |
| 7º        | Ipixuna          | Ianomami: a milenar convivência do homem com a natureza |        | [ 22 ] |
| 8º        | Primos da Ilha   | Klinger Araújo em prosa e Versos                        |        | [ 22 ] |

- As escolas Ipixuna e Primos da Ilha foram rebaixadas para o Grupo 1, recém-criada divisão de acesso.[22]

## 1996

### Escolas de Samba - Grupo Especial
| Colocação | Escola           | Enredo                                                             | Pontos | Ref.   |
| --------- | ---------------- | ------------------------------------------------------------------ | ------ | ------ |
| 1º        | Reino Unido      | Relato de um Certo Oriente                                         |        | [ 22 ] |
| 2º        | Aparecida        | E Aí, a Nave da Arte e da Cultura pousa no fluxo do Espírito Santo |        | [ 22 ] |
| 3º        | Vitória Régia    | De verde vivi, de rosa cantei, Manaus que eu vi e sonhei           |        | [ 22 ] |
| 4º        | Balaku Blaku     | Os Sete Pecados Capitais do Brasileiro                             |        | [ 22 ] |
| 5º        | A Grande Família | O Verde Coração de Moacir Andrade                                  |        | [ 22 ] |
| 6º        | Sem Compromisso  | Isaac, Gigante pela própria Natureza                               |        | [ 22 ] |

### Escolas de Samba - Grupo 1
| Colocação | Escola            | Enredo                                  | Pontos | Ref.   |
| --------- | ----------------- | --------------------------------------- | ------ | ------ |
| 1º        | Coroado           | Rudá! Amor e Paz                        |        | [ 22 ] |
| 2º        | Ipixuna           | Amazônia: esperança do Terceiro Milênio |        | [ 22 ] |
| 3°        | Presidente Vargas | Alô Manaus!                             |        | [ 22 ] |
| 4°        | Primos da Ilha    | Carlos Gomes: Poeta e Compositor        |        | [ 22 ] |

### Blocos
| Colocação | Bloco                               | Pontos | Ref.   |
| --------- | ----------------------------------- | ------ | ------ |
| 1º        | Meninos Levados                     | 75     | [ 22 ] |
| 2º        | Mocidade Independente de Petrópolis | 74     | [ 22 ] |
| 3º        | Império do Havaí                    | 70     | [ 22 ] |
| 4º        | Gaviões do Parque                   | 69,5   | [ 22 ] |
| 5º        | Unidos do Cophasa                   | 65     | [ 22 ] |

## 1997

### Escolas de Samba - Grupo Especial
| Colocação | Escola           | Enredo                                 | Pontos | Ref.   |
| --------- | ---------------- | -------------------------------------- | ------ | ------ |
| 1º        | Reino Unido      | Se Navegar é Preciso, Vou de Caravelas |        | [ 23 ] |
| 2º        | Vitória Régia    | Do jeito que o rei pintou...           |        | [ 23 ] |
| 3º        | Aparecida        | Skindá, Skindô. É Gol!                 |        | [ 23 ] |
| 4º        | Balaku Blaku     | Hoje Quem Paga Sou Eu                  |        | [ 23 ] |
| 5º        | A Grande Família | Tanto Mata Quanto Cura                 |        | [ 23 ] |
| 6º        | Sem Compromisso  | No Tarô da Floresta a Magia vira Festa |        | [ 23 ] |

### Escolas de Samba - Grupo 1
| Colocação | Escola             | Enredo                          | Pontos | Ref.   |
| --------- | ------------------ | ------------------------------- | ------ | ------ |
| 1º        | Coroado            | Força e Arte de uma Raça!       |        | [ 23 ] |
| 2º        | Ipixuna            | A Ipixuna revive seus carnavais |        | [ 23 ] |
| 3°        | Presidente Vargas  | O enigma das Amazonas           |        | [ 23 ] |
| 4°        | Primos da Ilha     | Fica o dito pelo não dito       |        | [ 23 ] |
| Convidada | Unidos do Alvorada | De onde vim, Pra onde vou       |        | [ 23 ] |

### Blocos
| Colocação | Bloco             | Pontos | Ref.   |
| --------- | ----------------- | ------ | ------ |
| 1º        | Gaviões do Parque | 75     | [ 23 ] |

## 1998

### Grupo Especial
| Colocação | Escola           | Enredo                                           | Pontos | Ref.   |
| --------- | ---------------- | ------------------------------------------------ | ------ | ------ |
| 1º        | Aparecida        | Missão Leopoldina                                |        | [ 24 ] |
| 2º        | Vitória Régia    | Os 3 ecos do jardim que hoje eu canto            |        | [ 24 ] |
| 3º        | Reino Unido      | Malandro Sou Eu                                  |        | [ 24 ] |
| 4º        | Balaku-Blaku     | Império do Sol Nascente no Esplendor do Carnaval |        | [ 24 ] |
| 5º        | A Grande Família | O Encanto e a Magia dos Elementais da Natureza   |        | [ 24 ] |
| 6º        | Sem Compromisso  | Voar Um Sonho de Liberdade                       |        | [ 24 ] |

### Grupo 1
| Colocação | Escola             | Enredo                                             | Pontos | Ref.   |
| --------- | ------------------ | -------------------------------------------------- | ------ | ------ |
| 1º        | Coroado            | A Viagem dos Sonhos!                               |        | [ 24 ] |
| 2º        | Unidos do Alvorada | Cantando e Dançando em Azul, Brasil de Norte a Sul |        | [ 24 ] |
| 3°        | Presidente Vargas  | Noites de Festa, Dia de Reis                       |        | [ 24 ] |
| 4°        | Ipixuna            | Venho de branco e peço paz                         |        | [ 24 ] |

- As escolas Mocidade do Coroado e Unidos do Alvorada ascenderam ao Grupo Especial por conta de suas colocações neste ano.[24]

### Grupo 2
| Colocação | Escola            | Pontos | Ref.   |
| --------- | ----------------- | ------ | ------ |
| 1º        | Gaviões do Parque |        | [ 24 ] |

## 1999

### Grupo Especial
| Colocação | Escola             | Enredo                                                         | Pontos | Ref.   |
| --------- | ------------------ | -------------------------------------------------------------- | ------ | ------ |
| 1º        | Reino Unido        | Armando Brasileiro                                             |        | [ 24 ] |
| 2º        | Aparecida          | Sob o Signo do Cometa "Mário Ypiranga Monteiro"                |        | [ 24 ] |
| 3º        | Sem Compromisso    | Aníbal Bom a Beça                                              |        | [ 24 ] |
| 4º        | Coroado            | Copacabana, Cartão Postal do Brasil!                           |        | [ 24 ] |
| 5º        | Unidos do Alvorada | Sou o que Sou, Não o que Dizem                                 |        | [ 24 ] |
| Eliminada | A Grande Família   | Sete, O Simbolismo da Vida e da Humanidade                     |        | [ 24 ] |
| Eliminada | Balaku Blaku       | Das Barrancas do Juruá ao o Palácio Rio Negro: "Quem Sabe Faz" |        | [ 24 ] |
| Eliminada | Vitória Régia      | Na carruagem dos sonhos, 50 anos de amor no ar                 |        | [ 24 ] |

- As escolas A Grande Família, Vitória Régia e Balaku Blaku foram eliminadas pela AGEESMA por problemas técnicos diversos (as duas últimas, por desfilarem com dois carros alegóricos, sendo que o acordo firmado entre as agremiações previa apenas um carro).  Não houve julgamento da AGEESMA, assim o prêmio Estandarte do Povo (realizado pela Rede Calderaro de Comunicação) valeu como julgamento oficial. As escolas Primos da Ilha, Presidente Vargas e Gaviões do Parque desfilaram como escolas do acesso, mas sem concorrer a nada.[24]

## 2000

### Grupo Especial
| Colocação | Escola             | Enredo                                                     | Pontos | Ref.   |
| --------- | ------------------ | ---------------------------------------------------------- | ------ | ------ |
| 1º        | Aparecida          | Lua, Luar... Olha o Boto Sinhá!                            | 180    | [ 25 ] |
| 2º        | A Grande Família   | Laços e Abraços... Mestre Maranhão, Cultura Viva Popular!' | 176,5  | [ 25 ] |
| 3º        | Vitória Régia      | Amazonas, novo milênio de prosperidade                     | 175    | [ 25 ] |
| 4º        | Reino Unido        | Nem Guarany... Nem Guaraná...                              | 174,5  | [ 25 ] |
| 5º        | Balaku Blaku       | Olímpico, O Jardim da Kamélia                              | 172    | [ 25 ] |
| 6º        | Sem Compromisso    | Com Samba no Pé o Folclore da Olé                          | 170    | [ 25 ] |
| 6º        | Unidos do Alvorada | Abací-Ruja, O Índio Sonhador                               | 170    | [ 25 ] |
| 7º        | Coroado            | Em Verde e Amarelo, Brilha Coroado, Brilha Brasil!         | 166    | [ 25 ] |

### Grupo 1
| Colocação | Escola              | Enredo                                                                                            | Ref.   |
| --------- | ------------------- | ------------------------------------------------------------------------------------------------- | ------ |
| 1º        | Andanças de Ciganos |                                                                                                   | [ 25 ] |
| 1º        | Ipixuna             | 500 Anos de Brasil, De Lá para Cá, Ziriguidum Obá Obá! Where Samba Yayá - A História da Imigração | [ 25 ] |
| 1º        | Presidente Vargas   |                                                                                                   | [ 25 ] |
| 1º        | Primos da Ilha      | Dez anos de amor ao Carnaval                                                                      | [ 25 ] |

- Não houve julgamento oficial neste grupo. Todas as escolas foram declaradas campeãs.[25]

## 2001

### Escolas de Samba - Grupo Especial
| Colocação | Escola             | Enredo                                                                           | Pontos | Ref.   |
| --------- | ------------------ | -------------------------------------------------------------------------------- | ------ | ------ |
| 1º        | A Grande Família   | As Amazonas: Mulheres Guerreiras e Figurativas! Zona Leste, Circuito da Alegria! |        | [ 26 ] |
| 1º        | Balaku Blaku       | Nilton Lins, Educação - Ontem, Hoje e Amanhã                                     |        |        |
| 1º        | Aparecida          | Da Banana ao Negro Ouro, Coari é Meu Tesouro                                     |        |        |
| 1º        | Vitória Régia      | Manacapuru, do majestoso Solimões és a eterna princesa...                        |        |        |
| 2º        | Reino Unido        | A Volta que o Conde D'eu                                                         |        |        |
| 3º        | Unidos do Alvorada | O Futuro à Deus pertence                                                         |        |        |
| 4º        | Coroado            | Coroado... Colorindo o Universo!                                                 |        |        |
| 5º        | Sem Compromisso    | Acelerando com Pizzonia                                                          |        |        |

### Escolas de Samba - Grupo 1
| Colocação | Escola         | Enredo                  | Pontos | Ref.   |
| --------- | -------------- | ----------------------- | ------ | ------ |
| 1º        | Primos da Ilha | Manaus: Terra de bambas |        | [ 26 ] |

- As demais agremiações do grupo (Andanças de Ciganos, Presidente Vargas e Ipixuna) contestaram o resultado dado pela União Cultural (entidade responsável pelos grupos de acesso), entretanto, como não houve assinatura de termo ou acordo, o resultado se tornou oficioso. [26]

### Escolas de Samba - Grupo 2
| Colocação | Escola            | Pontos         | Ref.   |
| --------- | ----------------- | -------------- | ------ |
| 1º        | Gaviões do Parque | Hours Concours | [ 26 ] |

### Blocos
| Colocação | Bloco             | Pontos | Ref.   |
| --------- | ----------------- | ------ | ------ |
| 1º        | Meninos Levados   |        | [ 26 ] |
| 2º        | Império do Hawaí  |        | [ 26 ] |
| 3º        | Caboclo Guerreiro |        | [ 26 ] |
| 4º        | Unidos da Raiz    |        | [ 26 ] |

## 2002

### Escolas de Samba - Grupo Especial
| Colocação | Escola             | Enredo                                                                    | Pontos | Ref.   |
| --------- | ------------------ | ------------------------------------------------------------------------- | ------ | ------ |
| 1º        | Vitória Régia      | Parintins: fascínio e magia do povo Tupinambá                             |        | [ 27 ] |
| 2º        | Sem Compromisso    | De Nossa Senhora da Conceição de Mariuá à Barcelos dos Peixes Ornamentais |        | [ 27 ] |
| 3º        | Unidos do Alvorada | Sou Fibra, Sou Raça, Sou Povo                                             |        | [ 27 ] |
| 4º        | Aparecida          | Cabral, O Filho das Águas                                                 |        | [ 27 ] |
| 5º        | A Grande Família   | Meu Barão Era Assim... De Paris ao Shopping Tupiniquim!                   |        | [ 27 ] |
| 6º        | Balaku Blaku       | Itacoatiara: Mito, Força e Beleza                                         |        | [ 27 ] |
| 7º        | Reino Unido        | Divina Cachoeira                                                          |        | [ 27 ] |
| 8º        | Coroado            | Rio Preto da Eva - Da colônia à nobreza Rio Preto da Laranja és Realeza!  |        | [ 27 ] |

### Escolas de Samba - Grupo 1
| Colocação | Escola              | Enredo          | Pontos | Ref.   |
| --------- | ------------------- | --------------- | ------ | ------ |
| 1º        | Primos da Ilha      | Zé Pretinho     | 204,5  | [ 27 ] |
| 2º        | Andanças de Ciganos | Tudo é Carnaval | 188,5  | [ 27 ] |
| 3º        | Ipixuna             | Marabaixo       | 183,5  | [ 27 ] |

### Escolas de Samba - Grupo 2
| Colocação | Escola            | Enredo                                        | Pontos | Ref.   |
| --------- | ----------------- | --------------------------------------------- | ------ | ------ |
| 1º        | Gaviões do Parque | Raça 100 % Mengão e Fibra Yong Flu com Emoção |        | [ 15 ] |

### Blocos
| Colocação | Bloco             | Pontos | Ref.   |
| --------- | ----------------- | ------ | ------ |
| 1º        | Unidos do Cophasa | 56     | [ 27 ] |
| 1º        | Mocidade da Raiz  | 56     | [ 27 ] |
| 1º        | Império do Hawaí  | 56     | [ 27 ] |
| 2º        | Meninos Levados   | 55     | [ 27 ] |

## 2003

### Escolas de Samba - Grupo Especial
| Colocação | Escola             | Enredo                                                              | Pontos | Ref.   |
| --------- | ------------------ | ------------------------------------------------------------------- | ------ | ------ |
| 1º        | Aparecida          | Porto: Roadway de Manaus, 100 Anos de História, 333 Anos de Vida    |        | [ 28 ] |
| 2º        | A Grande Família   | Baby de Risos e Atos... Um Grito de Liberdade no Coração de Manaus! |        | [ 28 ] |
| 3º        | Reino Unido        | André Araújo - Muito Mais que uma Avenida                           |        | [ 28 ] |
| 4º        | Vitória Régia      | Arthur - 4 gerações de glórias                                      |        | [ 28 ] |
| 5º        | Unidos do Alvorada | A Alvorada na era de Aquários                                       |        | [ 28 ] |
| 6º        | Balaku Blaku       | Ativa, Mulher Guerreira de Ontem, de Hoje e de Amanhã               |        | [ 28 ] |
| 7º        | Coroado            | Caldeira é Tradição, História e Carnaval                            |        | [ 28 ] |
| 8º        | Sem Compromisso    | Zona Sorte, Zona Norte, Zona Franca, Zona Forte                     |        | [ 28 ] |

### Escolas de Samba - Grupo 1
| Colocação | Escola              | Enredo                                                            | Pontos | Ref.   |
| --------- | ------------------- | ----------------------------------------------------------------- | ------ | ------ |
| 1º        | Andanças de Ciganos | Baile de Máscaras                                                 |        | [ 28 ] |
| 2º        | Presidente Vargas   | Fome Zero: Estava Escrito Nas Estrelas                            |        | [ 28 ] |
| 3º        | Ipixuna             | Mãos: Pra que ti Quero? Na Manha, no Toque... Na busca do aplauso |        | [ 28 ] |
| 4º        | Primos da Ilha      | Exaltações ás Flores                                              |        | [ 28 ] |

### Escolas de Samba - Grupo 2
| Colocação | Escola            | Enredo                           | Pontos | Ref.   |
| --------- | ----------------- | -------------------------------- | ------ | ------ |
| 1º        | Gaviões do Parque | No Vôo da Dança, Manaus em Festa |        | [ 15 ] |

### Blocos
| Colocação | Bloco           | Pontos | Ref.   |
| --------- | --------------- | ------ | ------ |
| 1º        | Meninos Levados |        | [ 28 ] |

## 2004

### Grupo Especial
| Colocação | Escola             | Enredo                                                                                       | Pontos | Ref.   |
| --------- | ------------------ | -------------------------------------------------------------------------------------------- | ------ | ------ |
| 1º        | Aparecida          | Manáos – Manaus, Meu Amor, Meu Carnaval                                                      |        | [ 29 ] |
| 1º        | Vitória Régia      | A Bela União surgiu uma grande nação, a 14 de Tia Lurdinha e Nestor Nascimento (in memoriam) |        | [ 29 ] |
| 2º        | A Grande Família   | INPA: 50 Anos de Pesquisas na Amazônia                                                       |        | [ 29 ] |
| 3º        | Reino Unido        | Te Vejo, Te Desejo, Te Beijo! Tudo é Carnaval                                                |        | [ 29 ] |
| 4º        | Unidos do Alvorada | Eduardo... Do Passado e do Presente, Orgulho de Nossa Gente                                  |        | [ 29 ] |
| 5º        | Sem Compromisso    | Sou da Balada, Descolado, Sou Ficante, Sou Futuro, Sou Jovem, Sou Brilhante                  |        | [ 29 ] |
| 6º        | Balaku Blaku       | Mitos, Luxos e Folia no Carnaval de Todos os Tempos                                          |        | [ 29 ] |
| 7º        | Coroado            | Um Grito Forte em Nome da Preservação                                                        |        | [ 29 ] |

### Grupo 1
| Colocação | Escola              | Enredo                                  | Pontos | Ref.   |
| --------- | ------------------- | --------------------------------------- | ------ | ------ |
| 1º        | Primos da Ilha      | Tudo a Ver                              |        | [ 29 ] |
| 2º        | Presidente Vargas   | Pará, Patchuli, Banho de Cheiro Pelo Ar |        | [ 29 ] |
| 3º        | Andanças de Ciganos | Ciganos: 30 Anos de Folia e Alegria     |        | [ 29 ] |
| 4º        | Ipixuna             | Chicha: Uma Viagem pelo Império Inca    |        | [ 29 ] |

### Grupo 2
| Colocação | Escola           | Pontos | Ref.   |
| --------- | ---------------- | ------ | ------ |
| 1º        | Mocidade da Raiz |        | [ 29 ] |

## 2005

### Grupo Especial
| Colocação | Escola             | Enredo                                                                                         | Pontos | Ref.   |
| --------- | ------------------ | ---------------------------------------------------------------------------------------------- | ------ | ------ |
| 1º        | A Grande Família   | Filho do Rio Solimões... Da Terra Brotei, Caboclo Sou Eu, Educador me Tornei...                | 179,1  | [ 30 ] |
| 2º        | Aparecida          | Aparecida – O Coração do Carnaval Bate Assim. 25 Anos de Glória... E Esta História Não Tem Fim | 179    | [ 30 ] |
| 3º        | Unidos do Alvorada | Amazonas, teu pólo é o colo dos Deuses que se multiplica em Esperança...                       | 178,6  | [ 30 ] |
| 4º        | Vitória Régia      | Vitória Régia é Amazonas Shopping                                                              | 176,2  | [ 30 ] |
| 5º        | Reino Unido        | Energia da Luz que Conduz ao Reino Unido que me Seduz                                          | 169,6  | [ 30 ] |
| 6º        | Sem Compromisso    | U.E.A – Universidade Cabocla – Um Sonho que se Tornou Realidade                                | 169,4  | [ 30 ] |
| 7º        | Balaku Blaku       | Aquarela da Amazônia Para o Mundo Ver                                                          | 167,8  | [ 30 ] |
| 8º        | Coroado            | Na gira do Candomblé, A Coroado traz Axé                                                       | 161,5  | [ 30 ] |

### Grupo Especial - Convidadas
| Colocação | Escola            | Enredo                                      | Pontos | Ref.   |
| --------- | ----------------- | ------------------------------------------- | ------ | ------ |
| 1º        | Primos da Ilha    | Primos da Ilha comemora 15 Anos de Carnaval |        | [ 15 ] |
| 2º        | Presidente Vargas | Quando o Brasil Começou a Sambar            |        | [ 15 ] |

### Grupo 1
| Colocação | Escola              | Enredo                                           | Pontos | Ref.   |
| --------- | ------------------- | ------------------------------------------------ | ------ | ------ |
| 1º        | Andanças de Ciganos | Ciganeando Eu Vou                                | 85     | [ 30 ] |
| 2º        | Ipixuna             | Maués: Terra do Guaraná, do Progresso e da Folia |        | [ 30 ] |

### Grupo 2
| Colocação | Escola            | Enredo                                         | Pontos | Ref.   |
| --------- | ----------------- | ---------------------------------------------- | ------ | ------ |
| 1º        | Mocidade da Raiz  | Balada na Floresta a Bicharada está em Festa   | 81     | [ 30 ] |
| 2º        | Gaviões do Parque | Martins, guerreiro brasileiro de um sonho real | 80     | [ 30 ] |

## 2006

### Grupo Especial
| Colocação | Escola             | Enredo | Pontos         | Ref.          |
| --------- | ------------------ | --- | -------------- | ------------- |
| 1º        | A Grande Família   | Pare, Olhe, Pense... Basta de Tanto Acidente! Não Seja Imprudente! Seja Mais Consciente! A Vida é um Presente! | Hours Concours | [ 31 ] [ 32 ] |
| 1º        | Aparecida          | Zona Franca, Nossa Esperança: o Show Tem que Continuar                                                         | 179,6          | [ 31 ] [ 32 ] |
| 2º        | Reino Unido        | Meu Riacho... Se Vida Era, Vida Será                                                                           | 179,3          | [ 31 ] [ 32 ] |
| 3º        | Vitória Régia      | Vitória Régia revivendo a sua história mostra 30 anos de glórias                                               | 178,9          | [ 31 ] [ 32 ] |
| 4º        | Balaku Blaku       | Dos Rios e das Matas                                                                                           | 177,2          | [ 31 ] [ 32 ] |
| 5º        | Unidos do Alvorada | Amazonas de Encantos de Rios, Florestas, Turistas e festas                                                     | 174,3          | [ 31 ] [ 32 ] |
| 6º        | Sem Compromisso    | Guerreiros do Norte – Jovens Idealistas – Irmãos de Coragem – Guardiões de Justiça                             | 173,2          | [ 31 ] [ 32 ] |
| 7º        | Coroado            | Eu amo Manaus!                                                                                                 | 173,1          | [ 31 ] [ 32 ] |

- Neste ano, Roberto Piedade, de 41 anos, integrante da harmonia da Vitória-Régia, morreu vítima de uma descarga elétrica de um carro alegórico que ajudava a empurrar, por volta da 2 horas e 30 minutos do dia 26 de fevereiro, um domingo Por causa dessa problema, a empresa responsável pelo abastecimento elétrico desligou a corrente de eletricidade, o que prejudicou o desfile da escola A Grande Família, que desfilava naquele momento. Por 7 votos a 1, os presidentes das escolas decidiram queimar os envelopes com as notas, sem abri-los, tendo o único voto contrário sido dado pelo então presidente do Reino Unido, Jairo e Paula Beira-Mar. A Associação dos Moradores do Morro da Liberdade ingressou na justiça pedindo a abertura dos envelopes, o que foi concedido pelo juiz plantonista Rafael Romano. Assim, todas as notas foram divulgadas, com exceção das notas da A Grande Família.[31]

### Grupo Especial - Convidadas
| Colocação | Escola            | Enredo                                                                                   | Pontos | Ref.   |
| --------- | ----------------- | ---------------------------------------------------------------------------------------- | ------ | ------ |
| 1º        | Presidente Vargas | Um Pequeno Grão de Areia, Uma Duna de Sabedoria. Sinésio Campos Hoje é o Rei Desta Folia | 83     | [ 33 ] |
| 2º        | Primos da Ilha    | Primos da Ilha exalta Santos Dumont                                                      | 76,6   | [ 33 ] |

### Grupo 1
| Colocação | Escola              | Enredo                                                                                      | Pontos | Ref.   |
| --------- | ------------------- | ------------------------------------------------------------------------------------------- | ------ | ------ |
| 1º        | Andanças de Ciganos | Nas Andanças com Amor e Emoção Bate Forte Coração                                           | 173,2  | [ 33 ] |
| 2º        | Ipixuna             | Marechal Deodoro: Já fui a Rua das Flores, Hoje sou o Coração que Bate mais Forte em Manaus | 167,4  | [ 33 ] |

### Grupo 2
| Colocação | Escola                    | Enredo                                                                                | Pontos | Ref.   |
| --------- | ------------------------- | ------------------------------------------------------------------------------------- | ------ | ------ |
| 1º        | Império do Hawaí          | Rivaldo Pereira de Jesus                                                              | 176,5  | [ 33 ] |
| 2º        | Meninos Levados           |                                                                                       | 174,6  | [ 33 ] |
| 3º        | Dragões do Império        | Dragões do Império Honrosamente Apresenta: "Terezinha Ruiz, a Imperatriz da Educação" | 173,3  | [ 33 ] |
| 4º        | Acadêmicos da Cidade Alta |                                                                                       | 172,5  | [ 33 ] |
| 5º        | Unidos do Coophasa        |                                                                                       | 169,3  | [ 33 ] |
| 6º        | Mocidade da Raiz          |                                                                                       | 168,6  | [ 33 ] |
| 7º        | Império da Kamélia        | Kamélia: Assim Nasceu a Minha Escola                                                  | 164,1  | [ 33 ] |
| 8º        | Leões do Barão Açu        | Batuque                                                                               | 164,2  | [ 33 ] |
| 9º        | Gaviões do Parque         | Flamenguistas e tricolores ilustres de Manaus                                         | 159,3  | [ 33 ] |
| 10º       | Beija-Flor do Norte       | Brasil em Busca do Hexa                                                               | 135    | [ 33 ] |

- Em 2006, a União Cultural (entidade responsável pelos grupos de acesso) foi extinta e surgiu a LIESGA (Liga Independente das Escolas de Samba do Grupo de Acesso). Como forma de reorganizar a disputa, ficou definido que, no Grupo 2, as escolas posicionadas entre 1º e 6º lugares, se juntariam às escolas do Grupo 1 para formarem o novo Grupo de Acesso. Já as escolas que ficaram entre 7º e 10º lugares, formariam o novo Grupo 2, juntamente com possíveis novas escolas que poderiam vir a surgir ou ressurgir.[33]

## 2007

### Grupo Especial
| Colocação | Escola             | Enredo                                                           | Pontos | Classificação ou Rebaixamento | Ref.          |
| --------- | ------------------ | ---------------------------------------------------------------- | ------ | ----------------------------- | ------------- |
| 1º        | A Grande Família   | Coari, Um Brasil que Cabral Não Viu                              | 178    | Campeã do Carnaval 2007       | [ 34 ] [ 35 ] |
| 2º        | Reino Unido        | Minha Terra tem Ópera onde Canta a Natureza                      | 177,35 |                               | [ 34 ] [ 35 ] |
| 3º        | Vitória Régia      | Na fonte que canta nasce a água que encanta                      | 177,3  |                               | [ 34 ] [ 35 ] |
| 4º        | Aparecida          | Um Prato Cheio de Amor, que Alimenta a Alma, o Coração e a Mente |        |                               | [ 34 ] [ 35 ] |
| 5º        | Unidos do Alvorada | Rio Preto da Eva, do Jardim do Éden ao Paraíso da Selva          |        |                               | [ 34 ] [ 35 ] |
| 6º        | Sem Compromisso    | Os Habitantes da Noite nos Quatro Cantos da Lua                  |        |                               | [ 34 ] [ 35 ] |
| 7º        | Balaku Blaku       | Um fenômeno chamado Calipso                                      |        |                               | [ 34 ] [ 35 ] |
| 8º        | Coroado            | Parintins de Janeiro a Janeiro, alegria e arte o ano inteiro...  | 170    | Grupo de Acesso em 2008       | [ 34 ] [ 35 ] |

- Em 2007, houve o retorno do acesso e descenso das escolas. Ficou estipulado (conforme regulamentos da AGEESMA e da LIESGA) que a última colocada do Grupo Especial seria rebaixada e cederia o seu lugar à escola campeã do Grupo de Acesso. Já neste grupo, a última colocada seria rebaixada e em seu lugar entrariam as escolas que ficassem nas quatro primeiras colocações do Grupo 2.[35]

### Grupo de Acesso
| Colocação | Escola              | Enredo                                    | Pontos | Classificação ou Rebaixamento | Ref.          |
| --------- | ------------------- | ----------------------------------------- | ------ | ----------------------------- | ------------- |
| 1º        | Presidente Vargas   | Nova Olinda do Norte                      | 174,7  | Grupo Especial em 2008        | [ 34 ] [ 35 ] |
| 2º        | Andanças de Ciganos | Uma Aventura da História do Fogo          | 171,9  |                               | [ 34 ] [ 35 ] |
| 3º        | Primos da Ilha      | Nelson Medeiros: Grande Baluarte do Samba | 170,4  |                               | [ 34 ] [ 35 ] |
| 4º        | Ipixuna             | A Juventude Socialista                    | 162,6  | Grupo 2 em 2008               | [ 34 ] [ 35 ] |

### Grupo 2
| Colocação | Escola                    | Enredo                                                                        | Pontos | Classificação ou Rebaixamento | Ref.   |
| --------- | ------------------------- | ----------------------------------------------------------------------------- | ------ | ----------------------------- | ------ |
| 1º        | Acadêmicos da Cidade Alta | Raízes Caboclas                                                               | 174,3  | Grupo de Acesso em 2008       | [ 35 ] |
| 2º        | Meninos Levados           |                                                                               | 171    | Grupo de Acesso em 2008       | [ 35 ] |
| 3º        | Leões do Barão Açu        | O Barão Comanda, Viajar é Preciso                                             | 169,9  | Grupo de Acesso em 2008       | [ 35 ] |
| 4º        | Império da Kamélia        | Compensa 40 Anos - A Gigante da Zona Oeste                                    | 168,0  | Grupo de Acesso em 2008       | [ 35 ] |
| 5º        | Dragões do Império        | Do General Osório à Bola da Suframa, 50 Anos de Festival Contados no Carnaval |        |                               | [ 35 ] |

- Também desfilaram as escolas Império do Hawaí, Unidos do Coophasa, Beija-Flor do Norte, Gaviões do Parque e Mocidade da Raiz.[35]

## 2008

### Grupo Especial
| Colocação | Escola             | Enredo | Pontos | Ref.                 |
| --------- | ------------------ | --- | ------ | -------------------- |
| 1º        | Aparecida          | Luz, Câmera, Ação! O Cine Aparecida Apresenta: uma História de Paixão                                          | 269,68 | [ 36 ] [ 37 ] [ 38 ] |
| 2º        | Vitória Régia      | Mercado Adolfo Lisboa - A sua História Gloriosa Hoje Cantamos em Verde e Rosa                                  | 269,28 | [ 36 ] [ 37 ] [ 38 ] |
| 3º        | Reino Unido        | Justa e Perfeita: a Libertação da Negra Raça no Amazonas                                                       | 268,55 | [ 36 ] [ 37 ] [ 38 ] |
| 4º        | Sem Compromisso    | 100 Anos da Colonização Japonesa no Brasil                                                                     | 268,20 | [ 36 ] [ 37 ] [ 38 ] |
| 5º        | A Grande Família   | E Disse o Criador: Faça-se a Luz! A Luz da Vida, da Razão e da Inspiração! Borba, 250 Anos de Amor e Muita Fé! | 267,90 | [ 36 ] [ 37 ] [ 38 ] |
| 6º        | Unidos do Alvorada | Aquecimento Global: o alvorecer da ciência com consciência                                                     | 267    | [ 36 ] [ 37 ] [ 38 ] |
| 7º        | Balaku Blaku       | Marcelo Mourão: do Amazonas para o mundo                                                                       | 265,90 | [ 36 ] [ 37 ] [ 38 ] |
| 8º        | Presidente Vargas  | Do Barro Se Fez o Homem, O Homem se Fez Oleiro, e Assim Surgiu Iranduba, Porque Deus é Brasileiro              | 264    | [ 36 ] [ 37 ] [ 38 ] |

- Em janeiro de 2008, a AGEESMA definiu, em reunião, que nenhuma agremiação do Grupo Especial seria rebaixada. Entretanto, as escolas que ficarem nas duas primeiras colocações do Grupo de Acesso conquistariam o acesso e o direito de desfilar no Grupo Especial em 2009.[38]

### Grupo de Acesso
| Colocação | Escola                    | Enredo                                                                                               | Pontos | Classificação ou Rebaixamento | Ref.   |
| --------- | ------------------------- | --- | ------ | ----------------------------- | ------ |
| 1º        | Mocidade do Coroado       | Novo Airão, um município de encantos e belezas!                                                      |        | Grupo Especial em 2009        | [ 38 ] |
| 2º        | Andanças de Ciganos       | 3º Milênio e a Andanças de Ciganos Anunciam: Consciência - o 5º Elemento Contra o Aquecimento Global |        | Grupo Especial em 2009        | [ 38 ] |
| 3º        | Primos da Ilha            | Primos da Ilha Canta e Clama por Preservação                                                         |        |                               | [ 38 ] |
| 4º        | Império da Kamélia        | De um Decreto Imperial Surgiu a Policia Militar no Carnaval                                          |        |                               | [ 38 ] |
| 5º        | Acadêmicos da Cidade Alta | Luizinho Sá: A Bandeira do Samba                                                                     |        |                               | [ 38 ] |
| 6º        | Meninos Levados           | 24 Anos de Luta da CUT - Central Única dos Trabalhadores                                             |        |                               | [ 38 ] |
| 7º        | Leões do Barão Açu        | Reciclagem, a Recriação da Vida. Do Lixo ao Luxo - Juvenal Sapucaya                                  |        |                               | [ 38 ] |

### Grupo 2
| Colocação | Escola              | Enredo                                                           | Pontos | Ref.   |
| --------- | ------------------- | ---------------------------------------------------------------- | ------ | ------ |
| 1º        | Dragões do Império  | A Lua, Seus Mistérios, Encantos e Lendas Amazônicas              |        | [ 38 ] |
| 2º        | Império do Hawaí    | Luis Gilberto é força, é raça, é tradição                        |        | [ 38 ] |
| 3º        | Mocidade da Raiz    | Hélio Marques: Esta é a sua História                             |        | [ 38 ] |
| 4º        | Unidos do Coophasa  | Omi, o Berço da Civilização Yorubá                               |        | [ 38 ] |
| 5º        | Gaviões do Parque   | Eu Tô na Festa com os Gaviões do Parque                          |        | [ 38 ] |
| 6º        | Beija-Flor do Norte | Manaus Sonho de Ontem que Vivo Hoje em Busca de um Amanhã Melhor |        | [ 38 ] |
| 7º        | Ipixuna             | Sou Negro, Sou Cidadão, Sou Quilombo do Tambor em Novo Airão     |        | [ 38 ] |

### Grupo 3
| Colocação | Escola                | Enredo                                         | Pontos | Ref.   |
| --------- | --------------------- | ---------------------------------------------- | ------ | ------ |
| 1º        | Tradição Leste        |                                                |        | [ 38 ] |
| 2º        | Vila da Barra         | Alusão à Zona Oeste de Manaus                  |        | [ 38 ] |
| 3º        | Unidos da Cidade Nova | Álvaro Campelo                                 |        | [ 38 ] |
| 4º        | Império do Mauá       | O Império chegou - Da Ascensão de João ao Fico |        | [ 38 ] |